# Muramvya
Muramvya este un oraș din Burundi. Este reședința regiunii omonime.